# FCSB II
FCSB ll II (scris și cu cifre, FCSB 2) a fost echipa secundă de fotbal a clubului de primă ligă, FCSB. 
Echipa a fost înființată în 2004, desființată în 2011 din cauza nerentabilității economice, de către managementul clubului, și mai apoi reînființată în 2016. După încă șapte ani de funcționare, a fost desființată din nou în 2023.
Baza Sportivă ARCOM este stadionul oficial FCSB ll

## Istoric
Echipa a fost înființată în 2004 cu numele de FC Steaua București II  pentru rularea jucătorilor mai tineri. În 2009, a promovat în Liga II și a petrecut acolo două sezoane, ocupând locurile 13, respectiv 14, înainte de a fi desființată. 
A reapărut în 2016, și a fost primită în Liga III pentru a completa locurile rămase neocupate de campioanele județene câștigătoare ale meciurilor de baraj care nu au putut să se înscrie în ligă. Echipa nu avea drept de promovare.

## Palmares
- Liga a III-a
  - Câștigătoare (1): 2008-2009

## Jucători importanți
- Vali Badea
- Marius Croitoru
- Ionuț Rada
- Răzvan Ochiroșii
- Eric Bicfalvi
- Alexandru Tudose
- Andrei Ionescu
- Vasilica Cristocea
- Adrian Neaga
- Robert Neagoe
- Petre Marin
- Eugen Baciu
- Cosmin Vâtcă
- Cornel Cernea
- Alin Lițu
- Cristian Ciocoiu